# غريغ مانجانو
غريغ مانجانو (بالإنجليزية: Greg Mangano)‏ مواليد 28 أكتوبر 1989 في أورانج، هو لاعب كرة سلة أمريكي. بدأ مسيرته الاحترافية في سنة 2012. يلعب في دوري كرة السلة الياباني للمحترفين كلاعب وسط. يحمل الرقم 44. يبلغ طوله 6 قدم 10 بوصة (2.1 م). لعب مع راتيوفارم أولم في الدوري الألماني لكرة السلة.

## روابط خارجية
- غريغ مانجانو على موقع دوري كرة السلة الياباني للمحترفين (اليابانية)
- غريغ مانجانو على موقع كرة السلة الأوروبية.كوم (الإنجليزية)
- غريغ مانجانو على موقع كلية كرة السلة في سبورتس رفرنس.كوم (الإنجليزية)
- غريغ مانجانو على موقع ريلجم (الإنجليزية)
- غريغ مانجانو على موقع بروبوليرز (الإنجليزية)